# Seznam medailistů na mistrovství světa – štafeta 4 × 400 m
Čtvrtkařská štafeta je na programu mistrovství světa od roku 1983. Nejčastějšími vítězi jsou týmy USA.

## Štafeta 4 × 400 m

### Muži
| Rok     | Místo     | Zlato | Výkon vítěze  | Stříbro               | Bronz              |
| ------- | --------- | --- | ------------- | --------------------- | ------------------ |
| MS 1983 | Helsinky  | SSSR Sergej Lovačov Alexander Trotschilo Nikolaj Černěckij Viktor Markin                                                                | 3:00,79       | Francie               | Velká Británie     |
| MS 1987 | Řím       | USA Danny Everett Roddie Haley Antonio McKay Butch Reynolds                                                                             | 2:57,29       | Velká Británie        | Kuba               |
| MS 1991 | Tokio     | Velká Británie Roger Black Derek Redmond Kriss Akabusi John Regis                                                                       | 2:57,53       | USA                   | Jamajka            |
| MS 1993 | Stuttgart | USA Andrew Valmon Quincy Watts Butch Reynolds Michael Johnson                                                                           | 2:54,29 – RMS | Keňa                  | Německo            |
| MS 1995 | Göteborg  | USA Marlon Ramsey Derek Mills Butch Reynolds Michael Johnson                                                                            | 2:57,32       | Jamajka               | Nigérie            |
| MS 1997 | Athény    | Velká Británie Iwan Thomas Roger Black Jamie Baulch Mark Richardson Mark Hylton (rozběh)                                                | 2:56,65       | Jamajka               | Polsko             |
| MS 1999 | Sevilla   | USA Jerome Davis Antonio Pettigrew Angelo Taylor Michael Johnson                                                                        | 2:56,45       | Polsko                | Jamajka            |
| MS 2001 | Edmonton  | USA Leonard Byrd Antonio Pettigrew Derrick Brew Angelo Taylor                                                                           | 2:57,54       | Bahamy                | Jamajka            |
| MS 2003 | Paříž     | Francie Leslie Djhone Naman Keita Stéphane Diagana Marc Raquil                                                                          | 2:58,88       | Jamajka               | Bahamy             |
| MS 2005 | Helsinky  | USA Andrew Rock Derrick Brew Darold Williamson Jeremy Wariner                                                                           | 2:56,91       | Bahamy                | Jamajka            |
| MS 2007 | Ósaka     | USA LaShawn Merritt Angelo Taylor Darold Williamson Jeremy Wariner                                                                      | 2:55,56       | Bahamy                | Polsko             |
| MS 2009 | Berlín    | USA Angelo Taylor Jeremy Wariner Kerron Clement LaShawn Merritt                                                                         | 2:57,86       | Spojené království    | Austrálie          |
| MS 2011 | Tegu      | USA Greg Nixon Bershawn Jackson Angelo Taylor LaShawn Merritt                                                                           | 2:59,31       | Jihoafrická republika | Jamajka            |
| MS 2013 | Moskva    | USA David Verburg Tony McQuay Arman Hall LaShawn Merritt                                                                                | 2:58,71       | Jamajka               | Rusko              |
| MS 2015 | Peking    | USA David Verburg Tony McQuay Bryshon Nellum LaShawn Merritt                                                                            | 2:57,82       | Trinidad a Tobago     | Spojené království |
| MS 2017 | Londýn    | Trinidad a Tobago Jarrin Solomon Jereem Richards Machel Cedenio Lalonde Gordon                                                          | 2:58,12       | USA                   | Spojené království |
| MS 2019 | Dauhá     | USA Fred Kerley Michael Cherry Wil London Rai Benjamin                                                                                  | 2:56,69       | Jamajka               | Belgie             |
| MS 2022 | Eugene    | USA Elija Godwin Michael Norman Bryce Deadmon Champion Allison Vernon Norwood (rozběh) Trevor Bassitt (rozběh)                          | 2:56.17       | Jamajka               | Belgie             |
| MS 2023 | Budapešť  | USA Quincy Hall Vernon Norwood Justin Robinson Rai Benjamin Trevor Bassitt (rozběh) Matthew Boling (rozběh) Christopher Bailey (rozběh) | 2:57,31       | Francie               | Velká Británie     |

### Ženy
| Rok     | Místo     | Zlato | Výkon vítěze  | Stříbro        | Bronz              |
| ------- | --------- | --- | ------------- | -------------- | ------------------ |
| MS 1983 | Helsinky  | NDR Gesine Waltherová Sabine Buschová Marita Kochová Dagmar Rübsamová                                                           | 3:19,73       | ČSSR           | SSSR               |
| MS 1987 | Řím       | NDR Dagmar Neubauerová Kirsten Emmelmannová Petra Schersingová Sabine Buschová                                                  | 3:18,63       | SSSR           | USA                |
| MS 1991 | Tokio     | SSSR Taťjana Ledovská Ludmila Džigalovová Olga Nazarovová Olga Bryzginová                                                       | 3:18,43       | USA            | NDR                |
| MS 1993 | Stuttgart | USA Gwen Torrenceová Maicel Malone Natasha Kaiser-Brown Jearl Milesová                                                          | 3:16,71 – RMS | Rusko          | Velká Británie     |
| MS 1995 | Göteborg  | USA Kim Graham Rochelle Stevens Camara Jones Jearl Milesová                                                                     | 3:22,39       | Rusko          | Austrálie          |
| MS 1997 | Athény    | Německo Anke Fellerová Uta Rohländerová Anja Rückerová Grit Breuerová                                                           | 3:20,92       | USA            | Jamajka            |
| MS 1999 | Sevilla   | Rusko Taťjana Čebykinová Světlana Gončarenková Olga Kotljarovová Natalja Nazarovová                                             | 3:21,56       | USA            | Německo            |
| MS 2001 | Edmonton  | Jamajka Sandie Richardsová Catherine Scottová Debbie-Ann Parris Lorraine Fentonová                                              | 3:20,65       | Německo        | Rusko              |
| MS 2003 | Paříž     | USA Me'Lisa Barberová Demetria Washingtonová Jearl Clarková Sanya Richardsová                                                   | 3:22,63       | Rusko          | Jamajka            |
| MS 2005 | Helsinky  | Rusko Julija Pečonkinová Olesja Krasnomovecová Natalja Anťuchová Světlana Pospelovová                                           | 3:20,95       | Jamajka        | Velká Británie     |
| MS 2007 | Ósaka     | USA Dee Trotterová Allyson Felixová Mary Winebergová Sanya Richardsová                                                          | 3:18,55       | Jamajka        | Velká Británie     |
| MS 2009 | Berlín    | USA Debbie Dunnová Allyson Felixová Lashinda Demusová Sanya Richardsová                                                         | 3:17,83       | Jamajka        | Rusko              |
| MS 2011 | Tegu      | USA Sanya Richardsová Allyson Felixová Jessica Beardová Francena McCororyová                                                    | 3:18,09       | Jamajka        | Rusko              |
| MS 2013 | Moskva    | Rusko Julija Guščinová Taťjana Firovová Xenija Ryžkovová Antonina Krivošapková                                                  | 3:20,21       | USA            | Velká Británie     |
| MS 2015 | Peking    | Jamajka Christine Dayová Shericka Jacksonová Stephenie Ann McPherson Novlene Williamsová-Millsová                               | 3:19.13       | USA            | Velká Británie     |
| MS 2017 | Londýn    | USA Quanera Hayesová Allyson Felixová Shakima Wimbleyová Phyllis Francisová                                                     | 3:19,02       | Velká Británie | Polsko             |
| MS 2019 | Dauhá     | USA Phyllis Francisová Sydney McLaughlinová Dalilah Muhammadová Wadeline Jonathasová                                            | 3:18,92       | Polsko         | Jamajka            |
| MS 2022 | Eugene    | USA Talitha Diggsová Abby Steinerová Britton Wilsonová Sydney McLaughlinová Allyson Felixová (rozběh) Kaylin Whitneyvá (rozběh) | 3:17,79       | Jamajka        | Spojené království |
| MS 2023 | Budapešť  | Nizozemsko Eveline Saalbergová Lieke Klaverová Cathelijn Peetersová Femke Bolová Lisanne de Witteová (rozběh)                   | 3:20,72       | Jamajka        | Velká Británie     |

### Smíšená štafeta 4 × 400 m
| Rok     | Místo    | Zlato | Stříbro                                                                                               | Bronz                                                                                        |
| ------- | -------- | --- | --- | -------------------------------------------------------------------------------------------- |
| MS 2019 | Dauhá    | USA 3:09,34 Allyson Felixová Courtney Okolová Michael Cherry Tyrell Richard Jessica Beardová Jasmine Blocker Obi Igbokwe | Jamajka 3:11,78 Nathon Allen Roneisha McGregorová Tiffany Jamesová Javon Francis Janieve Russell      | Bahrajn 3:11,82 Musa Isah Aminat Jamalová Salvá Ajd Násirová Abbas Abubakar Abbas            |
| MS 2022 | Eugene   | Dominikánská republika 3:09.82 Lidio Andrés Feliz Marileidy Paulinová Alexander Ogando Fiordaliza Cofil                  | Nizozemsko 3:09.90 Liemarvin Bonevacia Lieke Klaverová Tony van Diepen Femke Bolová Eveline Saalberg* | USA 3:10.16 Elija Godwin Allyson Felixová Vernon Norwood Kennedy Simon Wadeline Jonathasová* |
| MS 2023 | Budapešť | USA 3:09,82 Justin Robinson Rosey Effiongová Matthew Boling Alexis Holmesová Ryan Willie *                               | Velká Británie 3:11,06 Lewis Davey Laviai Nielsenová Rio Mitcham Yemi Mary Johnová Joseph Brier *     | Česko 3:11,98 Matěj Krsek Tereza Petržilková Patrik Šorm Lada Vondrová                       |